# كاميلي إرلانغر
كاميلي إرلانغر (بالفرنسية: Camille Erlanger)‏ هو ملحن فرنسي، ولد في 25 مايو 1863 في باريس في فرنسا، وتوفي بنفس المكان في 24 أبريل 1919.

## وصلات خارجية
- كاميلي إرلانغر على موقع ميوزك برينز (الإنجليزية)
- كاميلي إرلانغر على موقع ديسكوغز (الإنجليزية)